# Fredrik Beverhjelm
Fredrik Johan Gustaf Beverhjelm, född 14 augusti 1972, är en svensk präst och författare. Han har skrivit flera böcker avsedda för konfirmandundervisning samt medverkat i diktsamlingar och antologier. 2011 blev Beverhjelm tillsammans med Rickard Bonnevier utsedd till Årets förnyare i Svenska kyrkan. Beverhjelm är idag stiftsadjunkt på Lunds stiftskansli.